# Lye (Indre)
Lye település Franciaországban, Indre megyében. Lakosainak száma 757 fő (2022. január 1.). Lye Fontguenand, Châteauvieux, Couffy, Meusnes és Villentrois-Faverolles-en-Berry községekkel határos.

## Népesség
A település népességének változása:
| Lakosok száma | 997  | 932  | 850  | 833  | 855  | 771  | 740  | 728  | 740  | 757  |
|               | 1968 | 1982 | 1990 | 2006 | 2013 | 2015 | 2017 | 2019 | 2020 | 2022 |